# Lon Gisland
Lon Gisland es el primer EP de Beirut, la banda de Gulag Orkestar, The Flying Club Cup y The Rip Tide. El CD incluye una nueva versión de "Scenic World", una regrabación de la canción que aparece en el álbum Gulag Orkestar. 
El álbum fue lanzado en CD por Ba Da Bing!

## Lista de canciones
Todas las canciones escritas y compuestas por Zach Condon. 
| N.º | Título                                     | Duración |  |
| 1.  | «Elephant Gun»                             | 5:48     |  |
| 2.  | «My Family's Role in the World Revolution» | 2:07     |  |
| 3.  | «Scenic World»                             | 2:53     |  |
| 4.  | «The Long Island Sound»                    | 1:18     |  |
| 5.  | «Carousels»                                | 4:23     |  |

- Datos: Q3108685